# Relationer mellan Kroatien och Österrike
Relationer mellan Kroatien och Österrike åsyftar de historiska, politiska, ekonomiska och kulturella relationerna mellan Kroatien och Österrike. Länderna har en lång och komplex relationshistoria som bland annat bygger på att de båda staterna under närmare 400 år (1527–1918) ingick i samma statsbildningar och kultursfärer: habsburgska monarkin, kejsardömet Österrike och sedermera Österrike-Ungern. Som en konsekvens av detta har de båda länderna delvis gemensam kultur- och socialhistoria samt gemensamt kulturarv som även delas med de stater som tidigare var förenade under huset Habsburg.
Kroatien och Österrike är medlemmar av bland annat Europeiska unionen och Europarådet. Samarbetet mellan länderna tar sig även uttryck i regionala och mellanstatliga samarbeten, däribland Alpisk-adriatiska alliansen. De politiska och ekonomiska relationerna länderna emellan framhålls som mycket goda och inte sällan betonas de historiska banden.
Sedan Kroatiens självständighet från Jugoslavien 1991 är Österrike landets främsta utländska investerare och Kroatiens sjätte viktigaste exportmarknad. Turister från Österrike utgör efter tyskar och slovener den största gruppen besökare i Kroatien. De tusentals kroater som årligen åker till Österrike på skidsemester utgör likaledes en del av handelsutbytet.         

## Diplomatiska beskickningar

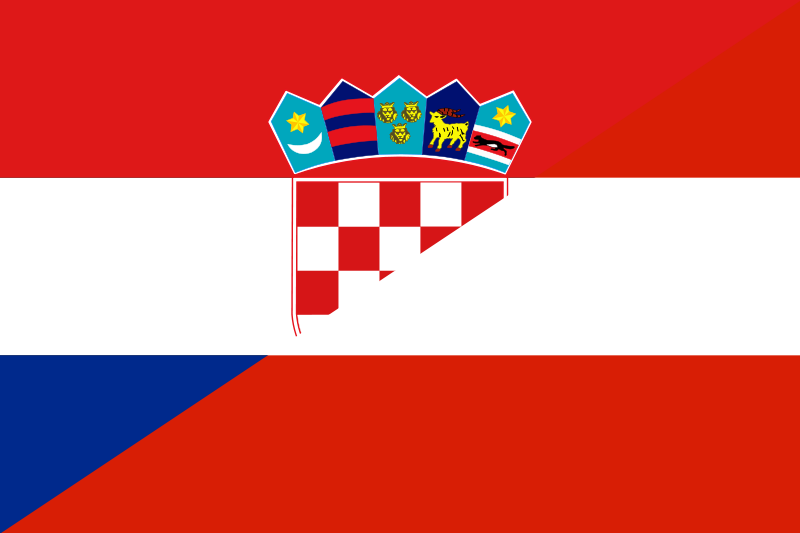
En kombination av Kroatiens (vänster) och Österrikes (höger) flagga.

Kroatien och Österrike upprättade diplomatiska förbindelser den 15 januari 1992. Kroatien har en ambassad i Wien och generalkonsulat i Graz och Innsbruck. Österrike har en ambassad i Zagreb och fyra generalkonsulat, ett vardera i Dubrovnik, Pula, Rijeka och Split.

## Relationshistoria
Kontakter mellan Kroatien och de tyskspråkiga områdena i Europa upprättades så tidigt som på 800-talet. Frankiska missionärer lämnade avtryck på den romersk-katolska kyrkans utveckling i det medeltida Kroatien. Under 1200-talet bosatte sig tysktalande immigranter i Kroatien. De slog sig främst ned i de nordöstra delarna av landet och deltog i grundandet, uppförandet och utvecklingen av städerna. De var till stora delar hantverkare, handelsmän, läkare och apotekare. Tysktalande vävare i Dubrovnik omnämns 1420.
Vid parlamentet i Cetin den 1 januari 1527 valde den kroatiska adeln ärkehertigen av Österrike Ferdinand I till Kroatiens kung. Kroatien kom då att ingå i Habsburgarnas domäner och datumet kom att markera en ny dimension i de kroatisk-österrikiska relationerna. De båda länderna skulle därefter komma att dela gemensam historia. 
Den osmanska expansionen i sydöstra Europa skulle få konsekvenser för den habsburgska monarkin och indirekt för de kroatisk-österrikiska relationerna. Osmanernas framryckningar i sydöstra Europa och intrång i de habsburgska länderna ledde till att många kroater under 1500-talet tog sin tillflykt till vad som idag är det österrikiska förbundslandet Burgenland. Där erbjöds de landrättigheter och en fredlig tillvaro av den habsburgska kronan. Dessa kroater, senare kallade burgenlandkroater, skulle med tiden bli välintegrerade i samhället och frambringa flera för det österrikiska samhället framstående personer, däribland Fred Sinowatz som var Österrikes förbundskansler 1983–1986. I det moderna Österrike uppbär burgenlandkroaterna status som en av landets autoktona folkgrupper.  
Sedan osmanerna 1699 permanent drivits bort från de habsburgska länderna kom en ny våg av tysktalande bosättare att slå sig ned i Kroatien, inte minst i de avfolkade områdena i östra Kroatien (Slavonien). De integrerades i samhället, lärde sig språket och var många gånger välutbildade. De kom att uppfatta sig som kroater och inte sällan antog de politiska och kulturella roller. Josip Juraj Strossmayer, en av Kroatiens främsta kulturpersonligheter under 1800-talet, härstammade från Oberösterreich på sin faders sida.    
De nära relationerna hade en särskild inverkan på utvecklingen av utbildningsväsendet i Kroatien. De första gymnasierna i Zagreb (1607), Rijeka (1627) och Varaždin (1636) grundades av jesuiter från Wiens kollegium. Flera av Kroatiens mest framstående personligheter genomförde högre studier vid Wiens och Graz universitet. Även efter att det moderna universitetsväsendet 1874 utvecklats i den kroatiska provinsen fortsatte många kroater att fullfölja högre studier i Österrike.
Som en konsekvens av de nära kulturella banden var den kroatiska aristokratin och överklassen ända in på 1900-talet till stora delar tvåspråkig. Långt in på 1800-talet framfördes scenkonsten i Kroatien uteslutande på tyska.      

## Kulturella relationer

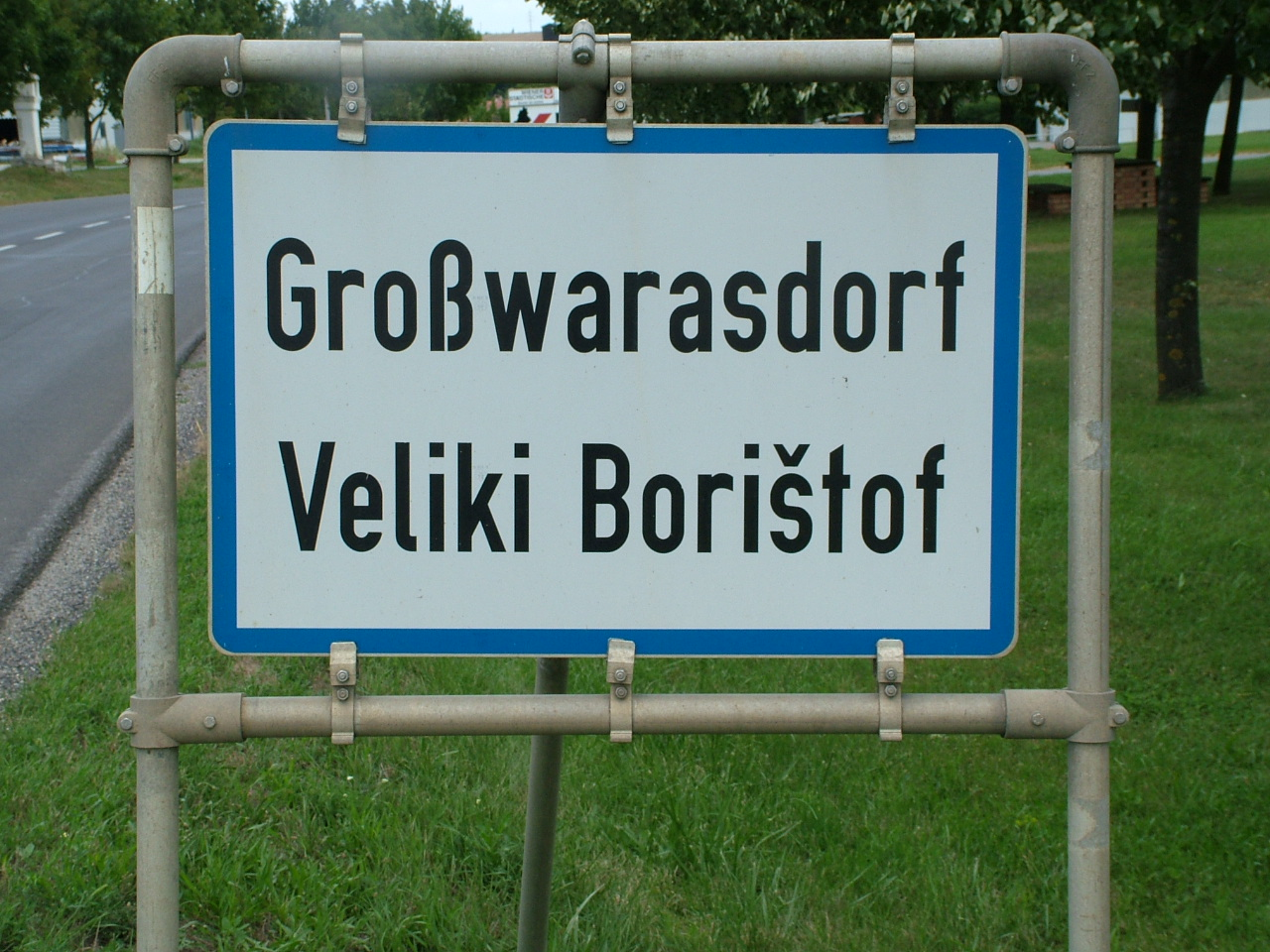
Tvåspråkig vägskylt i österrikiska Burgenland som visar det österrikiska ortsnamnet Großwarasdorf och ortens kroatiska namn Veliki Borištof.

Under närmare 400 år ingick de båda staterna i samma stadsbildningar och kulturella sfärer. Flera framstående personer i Kroatiens historia är av österrikiskt påbrå och flera kroater har lämnat avtryck i den österrikiska kulturen. De kulturella kontakterna har även lämnat avtryck i kroatiskan där tyska lånord uppgår till drygt 2 000–3 000 ord.
Som en följd av mångårig samexistens finns det tyska ortnamn för flera kroatiska orter. Dessa används inte idag utan var främst i bruk då de båda länderna ingick i samma statsbildning. Likaledes finns det kroatiska ortsnamn för flera österrikiska orter. I Burgenland där det bor ett stort antal burgenlandkroater förekommer vägskyltar med dubbla ortsnamn.

## Etniska minoriteter

### Kroatien
I Kroatien tillhör österrikarna en av landets 22 erkända nationella minoriteter. Antalet österrikare i Kroatien uppgick till 297 personer i folkräkningen (2011) varav de flesta var bosatta i huvudstaden Zagreb. Historiskt har de dock varit fler till antalet. 1931 uppgick antalet österrikare till 98 990 personer. I beteckningen "österrikare" räknades då även tyskar. Efter andra världskriget kom antalet österrikare (och tyskar) att minska dramatiskt i Kroatien. Detta till följd av krigets utfall och de nya politiska omständigheterna som innebar att många österrikare (och tyskar) emigrerade till Österrike (och Tyskland). 

### Österrike
Den kroatiska minoriteten i Österrike består av två grupper: kroater som invandrat till Österrike i modern tid och burgenlandkroater som invandrade på 1500-talet. Burgenlandkroaterna som företrädesvis är bosatta i förbundslandet Burgenland och i Wien räknas som en autokton folkgrupp i Österrike och är en av sex erkända minoriteter i landet som åtnjuter speciella rättigheter. I folkräkningen 2001 uppgav närmare 27 000 personer att de var burgenlandkroater. Många är tvåspråkiga och uppfattar sig som österrikare. Deras egentliga antal tros uppgå till omkring 35 000–50 000 personer.
Den 1 januari 2014 uppgick antalet kroatiska medborgare i Österrike till 61 959 personer varav 39 782 var födda i Kroatien.   

### Fotnoter
1. 1 2 3 4 5  Kroatiska ambassaden i Wien Arkiverad 23 januari 2015 hämtat från the Wayback Machine. (kroatiska)
2. 1 2 3 4 5 6 7  Croatia.eu Arkiverad 8 november 2021 hämtat från the Wayback Machine. - Webbplats med Miroslav Krležas lexiografiska institut som utgivare (engelska)
3. ↑  Österrikiska ambassaden i Zagreb Arkiverad 1 november 2014 hämtat från the Wayback Machine. (kroatiska)
4. ↑  Sabor.hr - Det kroatiska parlamentets officiella webbplats (engelska)
5. ↑  Stojić, Aneta. ”Njemačke posuđenice i hrvatski ekvivalenti” (på engelska) ( PDF). Institutet för kroatiska språket och lingvistik. http://hrcak.srce.hr/file/55781. Läst 20 juli 2013.
6. ↑  Kroatiska statistiska centralbyrån (engelska)
7. ↑  Kroatiska byrån för utlandskroater Arkiverad 15 mars 2017 hämtat från the Wayback Machine. (kroatiska)
8. 1 2  Österrikiska statistiska centralbyrån (tyska)